# NGC 2001
NGC 2001 (другое обозначение — ESO 56-SC137, LH 64) — рассеянное скопление или звёздная ассоциация в созвездии Золотой Рыбы, расположенное в Большом Магеллановом Облаке. Открыто Джеймсом Данлопом в 1826 году. Скопление относится к области звездообразования LMC 3.
Скопление содержит звезду LH 64-16 спектрального класса O с некоторыми особенностями: её абсолютная звёздная величина составляет −5,2m, что должно свидетельствовать о её принадлежности главной последовательности, при этом в её спектре есть эмиссионные линии азота, что скорее характерно для сверхгигантов этого спектрального класса. Остальные параметры свидетельствуют о её принадлежности к гигантам, таким образом, её спектральный класс ― ON2III (f*).
Этот объект входит в число перечисленных в оригинальной редакции «Нового общего каталога».